# 海事博物馆 (马来西亚)

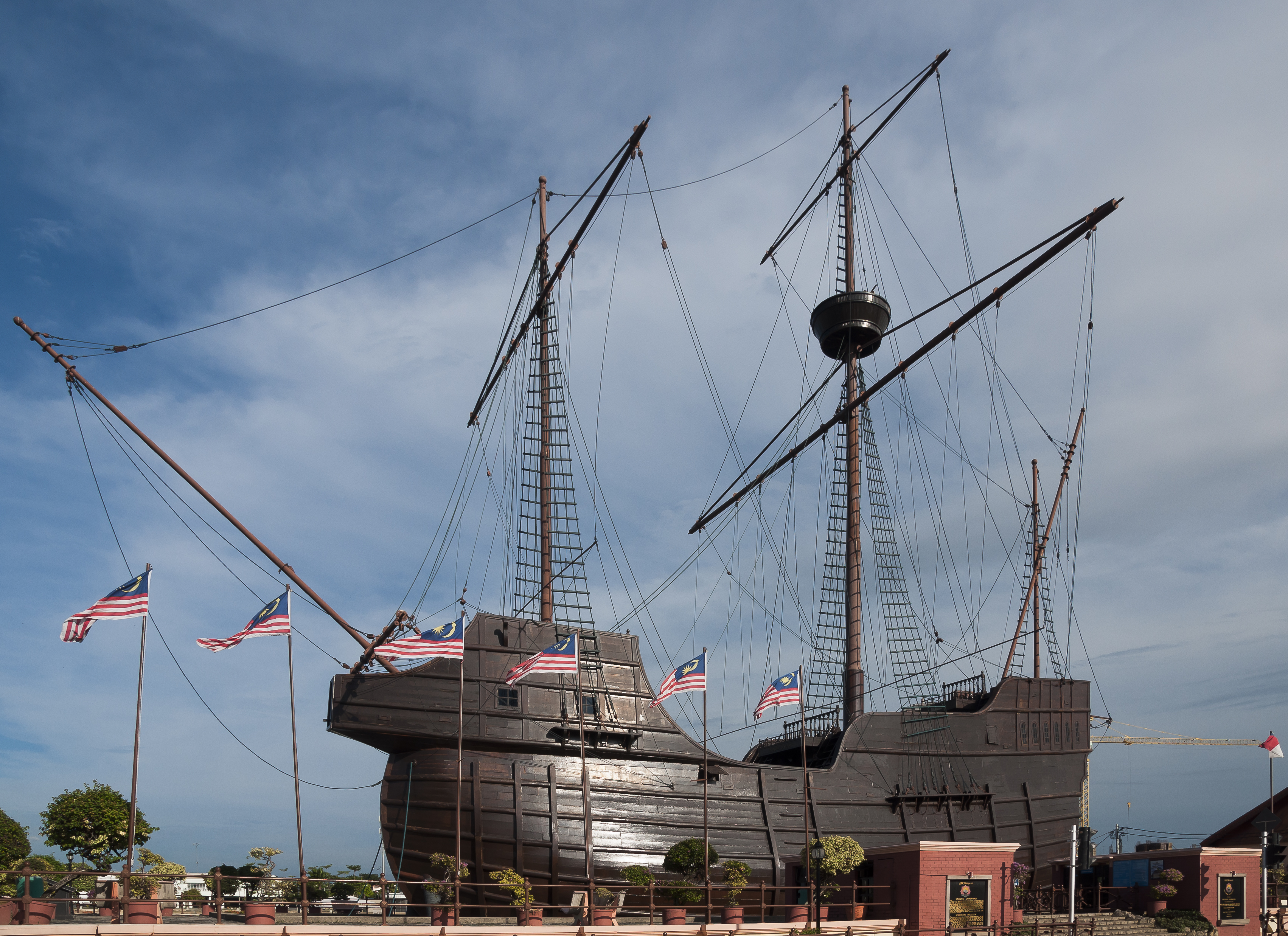
海事博物馆

海事博物馆是位于马来西亚马六甲的博物馆。
博物馆主展品是Flor do Mar的复制品，高 34 米，长 36 米，宽 8 米;馆内陈列着马六甲黄金时代的展品、文物和文件，展示了马六甲的政治控制如何对建立该地区的海上主导地位至关重要，还展示了马六甲从早期到殖民时代直到独立的贸易联系。

## 历史
该博物馆于1994年6月13日由时任首相马哈迪·莫哈末正式向公众开放，当时只是第一阶段工程。博物馆二期工程由州旅游、文化和环境委员会主席傅润添于1998年5月23日揭幕。